# Fosa temporală

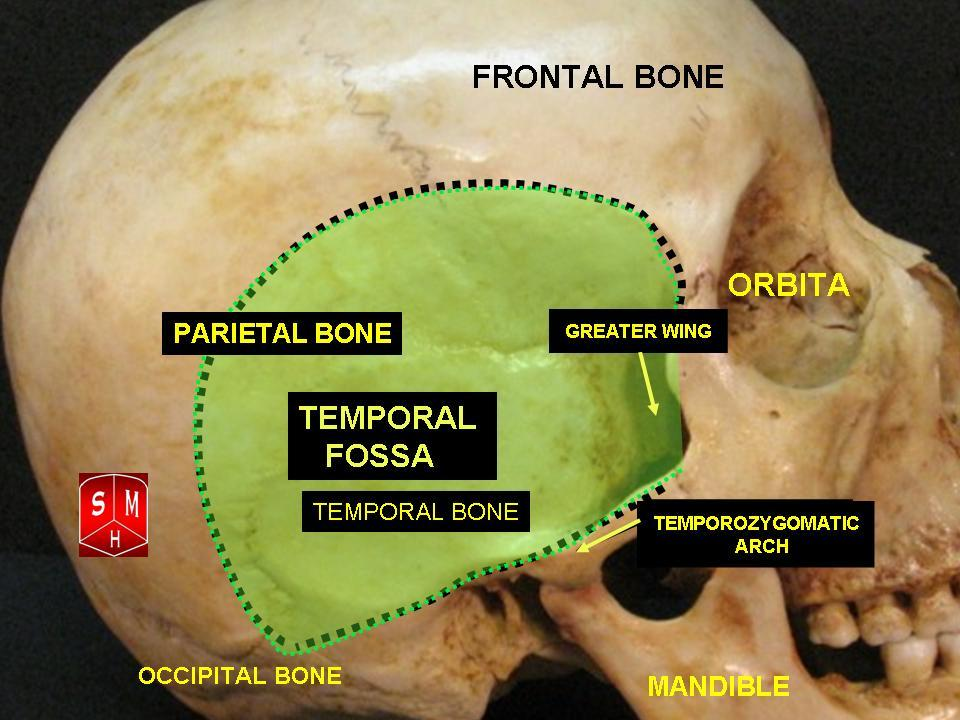
Craniu uman, vedere laterală. Evidențiere schematică a localizării fosei temporale suprapusă fotografiei și etichetarea reperelor anatomice de interes.

Fosa temporală (Fossa temporalis) este o depresiune ce ocupă, de fiecare parte, fața laterală a craniului sub liniile temporale și este delimitată în jos de arcada zigomatică, unde comunică cu fosa infratemporală. În fosa temporală se află mușchiul temporal.
- Peretele lateral al fosei temporale este format de arcada zigomatică (Arcus zygomaticus).
- Peretele medial al fosei temporale este alcătuit, dinapoi-înainte, de următoarele oase: solzul osului temporal, aripa mare a osului sfenoid, unghiul sfenoidal al osului parietal.
- Peretele anterior al fosei temporale este format de fața temporală a osului frontal și partea superioară din fața temporală a osului zigomatic.
- Fosa temporală este încercuită — înainte, în sus și înapoi — de creasta temporală a osului frontal, continuată cu linia temporală inferioară a osului parietal. În jos, ea comunică cu fosa infratemporală.